# جام قهرمانان کونکاکاف ۱۹۷۹
جام قهرمانان کونکاکاف ۱۹۷۹ پانزدهمین دوره مسابقات بین‌المللی فوتبال باشگاهی سالانه جام قهرمانان کونکاکاف بود که در منطقه کونکاکاف (آمریکای شمالی، آمریکای مرکزی و دریای کارائیب) برگزار شد. این مسابقات از ۲۰ مه تا ۲۹ دسامبر ۱۹۷۹ برگزار شد.
تیم‌ها به ۳ منطقه (آمریکای شمالی، آمریکای مرکزی و کارائیب) تقسیم شدند، که هر کدام تیم برنده را برای شرکت در مسابقات نهایی فرستادند؛ جایی که برنده مناطق شمالی و مرکزی یک بازی پلی آف انجام دادند تا مشخص شود چه تیمی به مصاف برنده کارائیب در فینال می‌رود. مسابقات تحت سیستم رفت و برگشت انجام شد.
تیم السالوادوری فاس در فینال رفت و برگشت در مجموع ۸–۲ یونگ کلمبیا از آنتیل هلند را شکست داد و برای اولین بار قهرمان مسابقات شد.

## منطقه آمریکای شمالی
| تیم ۱       | نتیجه نهایی | تیم ۲            | بازی رفت | بازی برگشت |
| ----------- | ----------- | ---------------- | -------- | ---------- |
| تیگرس اونال | ۳–۰         | ساکر یونیورسیداد | ۲–۰      | ۱–۰        |

## منطقه آمریکای مرکزی

### مرحله اول
| تیم ۱      | نتیجه نهایی | تیم ۲        | بازی رفت | بازی برگشت |
| ---------- | ----------- | ------------ | -------- | ---------- |
| فاس        | w/o         | کامیونیکیشنس |          |            |
| کارتاگینیس | w/o         | آلیانسا      |          |            |
| ماراتن     | w/o         | هردیانو      |          |            |

- کامیونیکیشنس، آلیانسا و هردیانو انصراف دادند.

### مرحله دوم
| تیم ۱ | نتیجه نهایی | تیم ۲  | بازی رفت | بازی برگشت |
| ----- | ----------- | ------ | -------- | ---------- |
| فاس   | w/o         | ماراتن |          |            |

- ماراتن انصراف داد.

### مرحله سوم
| تیم ۱ | نتیجه نهایی | تیم ۲      | بازی رفت | بازی برگشت |
| ----- | ----------- | ---------- | -------- | ---------- |
| فاس   | w/o         | کارتاگینیس |          |            |

- کارتاگینیس انصراف داد.

## منطقه کارائیب

### مرحله اول
| تیم ۱       | نتیجه نهایی | تیم ۲          | بازی رفت | بازی برگشت |
| ----------- | ----------- | -------------- | -------- | ---------- |
| سانتوس      | w/o         | موکا           | ۰–۰      |            |
| آرنت گاردنز | ۰–۳         | یونگ هلند      | ۰–۱      | ۰–۲        |
| رابین‌هود    | ۱۰–۱        | وای‌ام‌سی‌ای      | ۶–۱      | ۴–۰        |
| یونگ کلمبیا | ۴–۰         | سانتوس جرج‌تاون |          |            |

- موکا انصراف داد.

### مرحله دوم
| تیم ۱      | نتیجه نهایی | تیم ۲       | بازی رفت | بازی برگشت |
| ---------- | ----------- | ----------- | -------- | ---------- |
| یونگ هلند  | ۰–۲         | دیفنس فورس  | ۰–۰      | ۰–۲        |
| لئو ویکتور | ۲–۳         | یونگ کلمبیا | ۲–۱      | ۰–۲        |
| سانتوس     | ۱–۴         | رابین‌هود    | ۱–۱      | ۰–۳        |

### مرحله سوم
| تیم ۱      | نتیجه نهایی | تیم ۲           | بازی رفت | بازی برگشت |
| ---------- | ----------- | --------------- | -------- | ---------- |
| دیفنس فورس | ۲–۳         | یونگ کلمبیا     | ۲–۰      | ۰–۳        |
| رابین‌هود   | ۳–۰         | تسورو پالو سیکو | ۲–۰      | ۱–۰        |

### مرحله چهارم
| تیم ۱    | نتیجه نهایی | تیم ۲       | بازی رفت | بازی برگشت |
| -------- | ----------- | ----------- | -------- | ---------- |
| رابین‌هود | ۰–۱         | یونگ کلمبیا | ۰–۰      | ۰–۱        |

## نیمه نهایی
| تیم ۱       | نتیجه نهایی | تیم ۲ | بازی رفت | بازی برگشت |
| ----------- | ----------- | ----- | -------- | ---------- |
| تیگرس اونال | ۰–۱         | فاس   | ۰–۰      | ۰–۱        |

## فینال
| تیم ۱       | نتیجه نهایی | تیم ۲ | بازی رفت | بازی برگشت |
| ----------- | ----------- | ----- | -------- | ---------- |
| یونگ کلمبیا | ۲–۸         | فاس   | ۱–۱      | ۱–۷        |